# تاماس كوفاتش
تاماس كوفاتش (بالمجرية: Kovács Tamás)‏ هو منافس ألعاب قوى مجري، ولد في 18 سبتمبر 1983 في هدمزوفازارهلي في المجر.

## وصلات خارجية
- تاماس كوفاتش على موقع الاتحاد الدولي لألعاب القوى (الإنجليزية)
- تاماس كوفاتش على موقع أوليمبيديا (الإنجليزية)